# 天主教仙台教区
天主教仙台教區（拉丁語：Dioecesis Sendaiensis）是日本一個天主教會教區，屬東京總教區。

## 歷史
該教區最早為1891年4月17日成立的函館宗座代牧區，同年6月15日升格為函館教區，當時教座設置於函館。1936年3月9日，教座獲聖座許可南遷至仙台，教區亦易名為仙台教區。

## 現況
教區管轄宮城縣、福島縣、青森縣和岩手縣，2004年有10,947名教友、56個堂區和50名司鐸。
教區主教現時出缺，榮休主教為平賀徹夫。

## 外部連結
- 仙台教區官方網站 （页面存档备份，存于）